# Eugenia Maximovna Barvinská
Eugenia Maximovna Barvinská (20. prosince 1854 Lvov - 20. prosince 1913 Lvov) byla ukrajinská klavíristka a sbormistryně.

## Biografie
Eugenia Maximovna se narodila 20. prosince 1854 ve Lvově, který byl tehdy součástí Rakousko-Uherska. Její rodiče byli Maxmilián Ljubovyč a Elena Studinská, sestřenice spisovatele Kyrila Studinského.
Sdudia na učitelském ústavu ukončila v roce 1874. Kromě toho ovládala hru na klavír; na soukromé hudební škole ji učili klavírista Karol Mikuli a dirigent Amvrozij Krušelnycky, otec slavné operní zpěvačky Solomiji Amvrosiivny Krušelnické. Byla to právě Eugenia Maximova, kdo si všiml pěveckého nadání své vrstevnice Solomiji.
Eugenia Maximovna se provdala za velvyslance Oleksandra Barvinského a porodila mu dva syny: Bohdana, budoucího historika a Vasyla, který se po vzoru své matky věnoval hudbě. Svůj život věnovala hře na klavír, vedla pěvecké sbory a působila ve veřejném životě. Podporovala a propagovala tvorbu ukrajinských skladatelů.
Zemřela 20. prosince 1913 ve Lvově a byla pochována v hrobce na Lyčakivském hřbitově.